# 薩爾布呂肯足球俱樂部
薩爾布呂肯足球俱樂部（德語：1.Fußball-Club Saarbrücken e.V.）是位於德國薩爾蘭萨尔布吕肯的一家足球俱樂部。俱樂部成立於1903年。在 2008–09 賽季，薩爾布呂肯獲得了德國西南地區聯賽的第一名，因而得以升級進入德國西部地區聯賽。在2019-20赛季，萨尔布吕肯获得德国足球西南地区联赛的冠军，升级进入德国足球丙级联赛。

## 历史
球队最初成立于1903年，并于1907年成为独立的足球俱乐部。
二战后，俱乐部于1945年底重建并更名为现名（1. FC Saarbrücken）。此后的三个赛季，球队都在西南甲级联赛（Oberliga Südwest-Nord）踢球，并于1946年赢得了分区冠军。
1948年，球队以FC Sarrebruck的名义参与了一赛季的法国乙级联赛并夺冠。此后，由于法国其他俱乐部（特别是斯特拉斯堡）的抵制而未能继续参加法国足球联赛。
1949年至1950年，俱乐部组织了一项名为国际萨尔杯的赛事，邀请来自多个欧洲国家的15家足球俱乐部参加。1949-50赛季决赛中，萨尔布吕肯以4:0击败法国雷恩大学夺冠。由于萨尔布吕肯重返德国足球协会，该项赛事在1950-51赛季即被取消。
1952年，俱乐部重返德国足球协会。当年萨尔布吕肯便再次赢得了西南甲级联赛冠军并晋级全国决赛，在决赛中以1-2的比分输给了斯图加特。在接下来的10年里，他们在1961年再次获得了西南甲级联赛冠军。
1963年，随着德甲联赛的成立，萨尔布吕肯成为创始球队。但在创始赛季结束后，俱乐部就以联赛最后一名的成绩降级。此后球队的成绩起伏不定，在第二级到第五级联赛中波动。